# 다게스탄소나무밭쥐
다게스탄소나무밭쥐(Microtus daghestanicus)는 밭쥐속에 속하는 설치류의 일종이다. 러시아와 조지아, 아르메니아, 아제르바이잔에서 발견된다.